# Guntershausen bei Berg

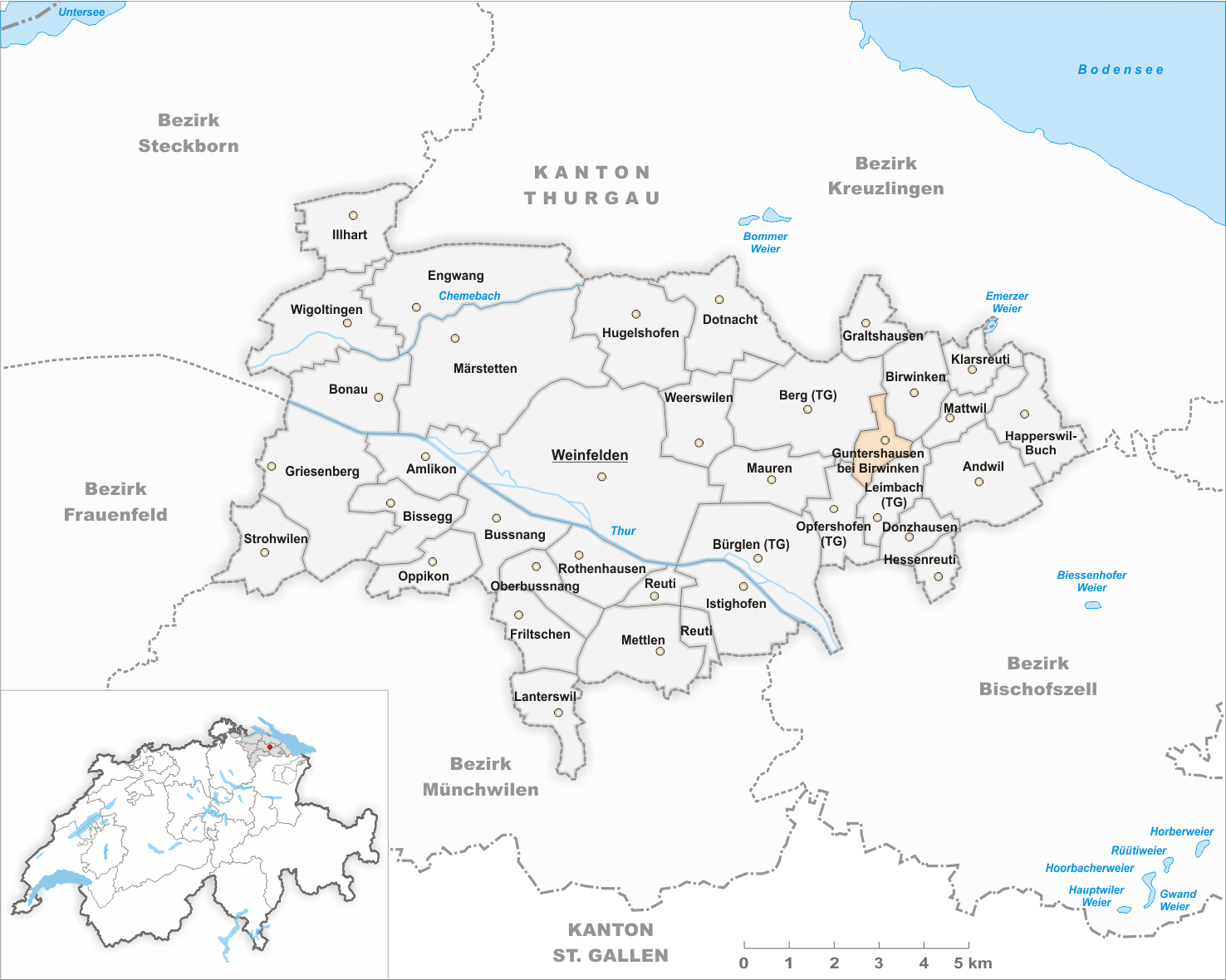
Gemeindestand vor der Fusion im Jahr 1995

Guntershausen bei Berg ist eine Ortschaft der Gemeinde Berg im Bezirk Weinfelden des Kantons Thurgau in der Schweiz.
Bis 1994 war Guntershausen mit dem Namen Guntershausen bei Birwinken eine Ortsgemeinde der Munizipalgemeinde Birwinken. 1995 trennte sich Guntershausen von der Munizipalgemeinde Birwinken ab und fusionierte im Rahmen der Thurgauer Gemeindereform zur politischen Gemeinde Berg

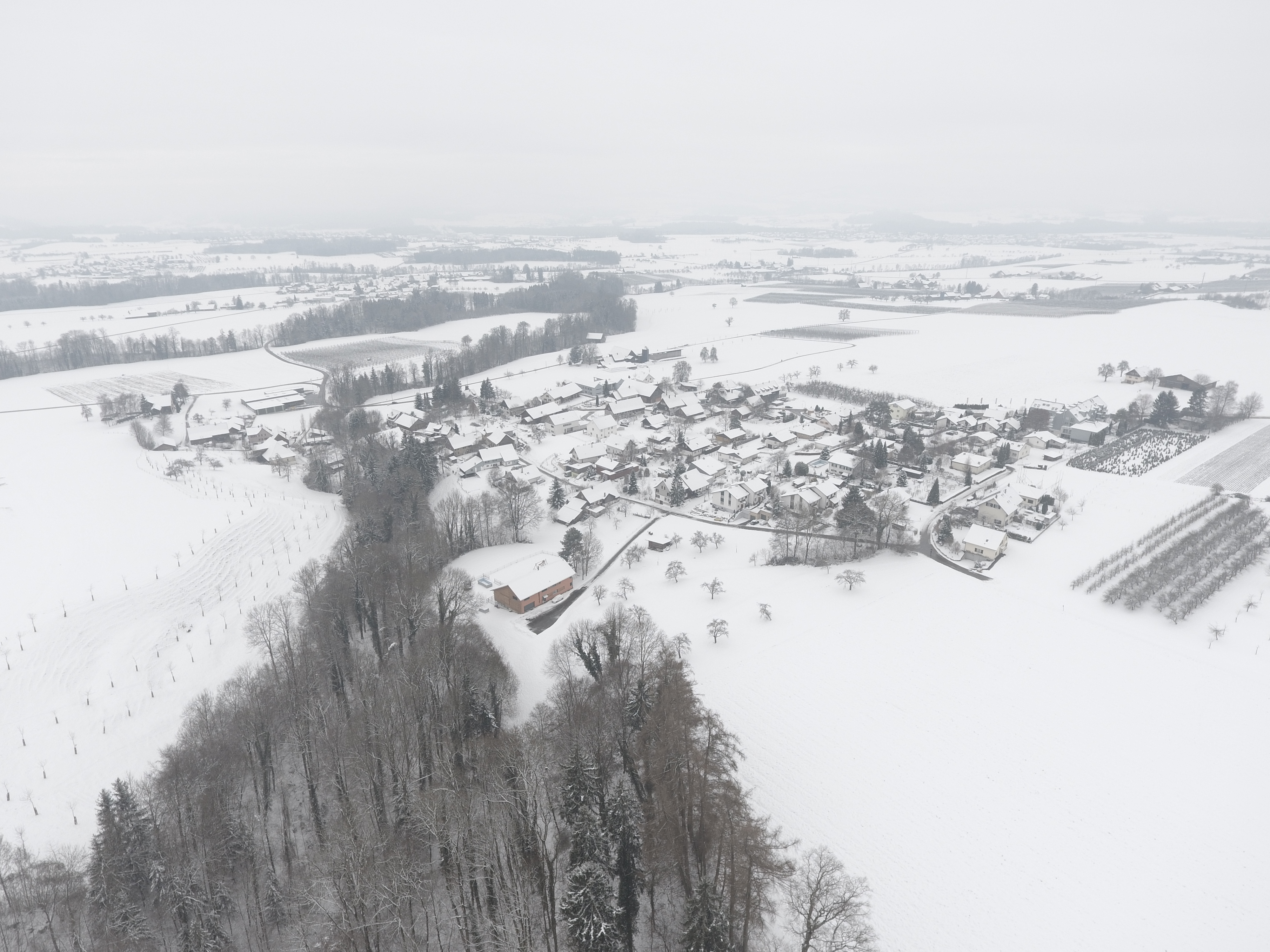
Guntershausen im Winter 2017
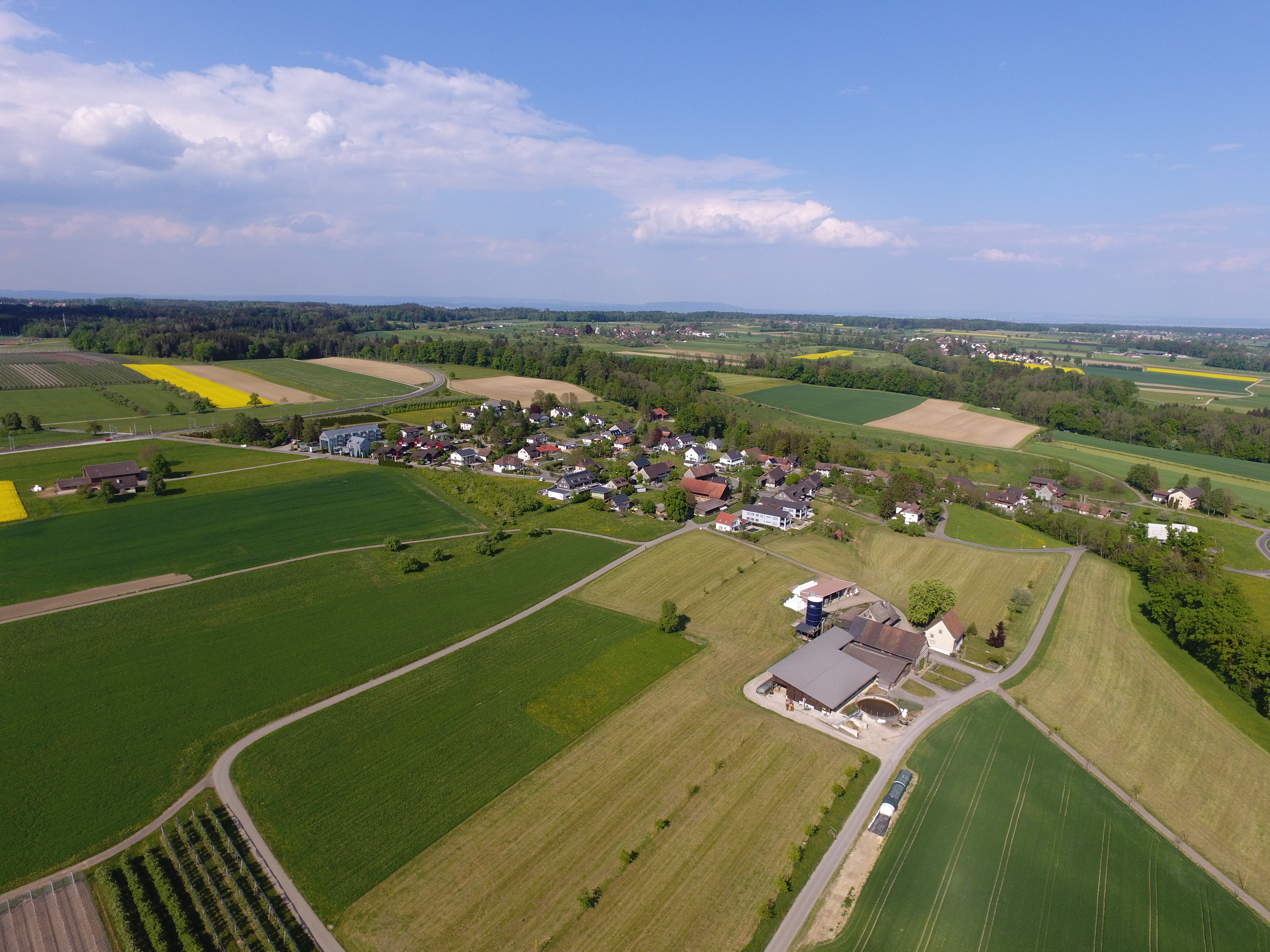
Guntershausen von Westen (2020)

## Geographie
Guntershausen liegt am Südosthang des Ottenbergs. Auf dem Gebiet der früheren Ortsgemeinde liegt der Tobelweiher, der vom Tobelbach entwässert wird, und der Mättlibach.

## Geschichte
Guntershausen wurde erstmals 1291 unter dem Namen Gundhartzhusen erwähnt. Im Frühmittelalter war Guntershausen eine sogenannte freiherrliche Vogtei. Freiherr Friedrich von Bussnang verkaufte 1346 Guntershausen an den Konstanzer Bürger Rudolf Ruch. Nach einigen Besitzerwechseln wurde das Niedergericht 1553 an die Herrschaft Bürglen verkauft, die von 1579 bis 1798 der Stadt St. Gallen gehörte.
Das seit der Reformation im Jahr 1529 evangelische Guntershausen gehörte stets zur Pfarrei Sulgen.
Im Wintermonat 1769 wurde in Guntershausen eine erste Dorfschule zusammen mit Andhausen eröffnet.

### Wirtschaft und Infrastruktur
Eine seit 1423 bestehende Mühle war ein Konstanzer Lehen und wurde von der Familie Altwegg gekauft. Um 1830 erwarb Jakob Farner aus Stammheim die Mühle mit Sägerei und einem grossen Landwirtschaftsgut. Dessen jüngste Tochter Caroline Farner war die zweite Schweizer Ärztin und erste Allgemeinpraktikerin.
1832 baute die Familie Altwegg eine kleine Mühle, die vom Tobelbach betrieben wurde.
Im 19. Jahrhundert wurde Ackerbau betrieben, ausserdem waren eine Schmiede und eine Kattunweberei ansässig. Mit dem Übergang zur Milchwirtschaft und zum Obstbau gegen Ende des 19. Jahrhunderts kam die Stickerei ins Dorf. Die 1911 eröffnete Mittelthurgaubahn, deren Strecke über das Gemeindegebiet führt, bewirkte keinen Strukturwandel.
1924 wurde das «Milchhüttli» gebaut, das als Sammelstelle der Milch für die Käsereigesellschaft Leimbach-Guntershausen diente. Im Laufe der Jahre ging die Zahl der Milchlieferanten zurück, und das Gebäude wurde 1985 an die Telefonverwaltung vermietet. Mit der Zeit wurde das «Milchhüttli» zum Treffpunkt der Jugendlichen und diente als Nachtlager für Landstreicher. 2003 wurde es abgebrochen.
Seit dem Bau mehrerer Einfamilienhäuser ab 1960, eines privaten Alters- und Pflegeheims 1965 und des «Seniorendörflis» 1986 hat Guntershausen den Charakter eines reinen Bauerndorfs abgelegt.

## Wappen
Blasonierung: In Blau ein stehender, gelber Schwan.
1941 bekam Guntershausen ein eigenes Gemeindewappen. Die Farben Gelb und Blau stammen von den Freiherren von Bürglen.

## Bevölkerung
| Jahr         | 1850 | 1900 | 1930 | 1950 | 1990 | 2000 | 2010 | 2018     | 2023     |
| ------------ | ---- | ---- | ---- | ---- | ---- | ---- | ---- | -------- | -------- |
| Ortsgemeinde | 133  | 105  | 91   | 115  | 169  |      |      |          |          |
| Ortschaft    |      |      |      |      |      | 197  | 122  | 155 Anm. | 177 Anm. |
| Quelle       | HLS  | HLS  | HLS  | HLS  | HLS  | DfS  | DfS  | DfS      | DfS      |

Von den insgesamt 177 Einwohnern der Ortschaft Guntershausen bei Berg am 31. Dezember 2023 waren 16 bzw. 9,0 % ausländische Staatsbürger. 73 (41,2 %) waren evangelisch-reformiert und 22 (12,4 %) römisch-katholisch.
Die Ortschaft Guntershausen bei Berg beherbergt ein im Jahr 2016 eröffnetes Asylwohnheim. Im Januar 2021 bot das Asylwohnheim Personen aus den Staaten Afghanistan, Äthiopien, Somalia, Syrien Schutz.

## Verkehr

### Strassenverkehr

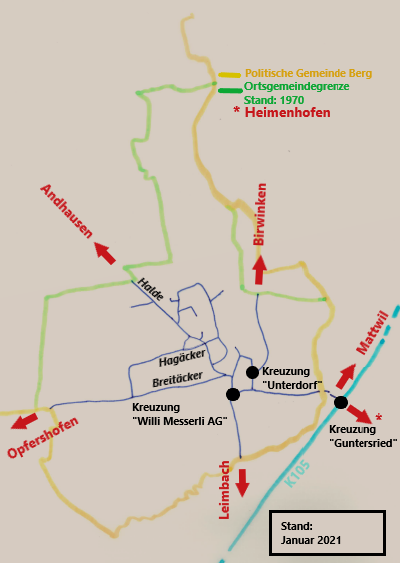
Strassennetz von Guntershausen bei Berg

Das Strassennetz von Guntershausen bei Berg besteht aus Gemeindestrassen. Die Kantonsstrasse K105 (Sulgen-Langrickenbach) ist über das Strassennetz von Guntershausen bei Berg an der Kreuzung beim Weiler Guntersried (Gemeinde Bürglen) zu erreichen. Die Kantonsstrasse H470 (Kreuzlingen-Sulgen-Hauptwil) ist über das Mühletobel zu erreichen.
Strassenverbindungen, beginnend in nördlicher Richtung im Uhrzeigersinn fortlaufend:
Andhausen
Per Strasse Halde, am Bahnübergang Guntershausen vorbei. Der Andhauserstrasse folgend in Andhausen gelangt man nach Berg TG.
Birwinken
Per Kreuzung im Unterdorf am Napf vorbei. Im Winter teilweise nicht gepfadet.
Mattwil
Per Kreuzung bei Guntersried auf die Kantonstrasse K105 (Himmelsrichtung: Nord-Osten).
Heimenhofen
Per Kreuzung bei Guntersried auf die Gemeindestrasse (Himmelsrichtung: Süd-Osten).
Leimbach
An der Kreuzung bei der in Guntershausen ansässigen Firma "Willi Messerli AG" in südliche Richtung. Den Mättlibach überquerend nach Oberholz (Leimbach).
Opfershofen
Entweder über die Strassen Breitäcker oder Hagäcker, anschliessend in westlicher Himmelsrichtung folgend nach Oberopfershofen.

### Bahnverkehr
Guntershausen bei Berg besitzt selbst keinen eigenen Bahnhof. Die am 16. Dezember 1911 eingeweihte Bahnlinie Weinfelden-Kreuzlingen, gebaut von der im Jahr 2003 liquidierten Mittelthurgaubahn, verläuft nördlich des Siedlungsgebiets von Guntershausen bei Berg. Letztmalige Arbeiten an der Bahnlinie waren ein Doppelspurausbau auf einer Länge von 4,7 Kilometer Länge, der Ende 2018 abgeschlossen war. Circa 1,4 Kilometer der insgesamt 4,7 Kilometer liegen auf dem Gebiet der ehemaligen Ortsgemeinde Guntershausen bei Birwinken (gemäss Gemarkungsgrenze aus dem Jahr 1970).
Die nächstgelegenen Bahnhöfe sind mit Stand Januar 2021:
Bahnhof Kehlhof
- S 14 Weinfelden – Kreuzlingen – Konstanz

Anfahrtsweg: Per Veloweg am Viadukt Buchtobel vorbei zu erreichen
Via Mühletobel (Ortschaft Opfershofen)
Bahnhof Berg
- S 14 Weinfelden – Kreuzlingen – Konstanz

Anfahrtsweg: Via Andhausen

## Sehenswürdigkeiten
Eine im Jahr 1877 angeschaffte Feuerwehrspritze kann im Feuerwehrmuseum Kradolf besichtigt werden.

## Persönlichkeiten
- Caroline Farner (1842–1913), erste allgemein praktizierende Ärztin der Schweiz